# Joseph Klersch
Joseph Klersch (* 13. März 1893 in Köln; † 5. Oktober 1969 ebenda) war ein deutscher Historiker.

## Werdegang

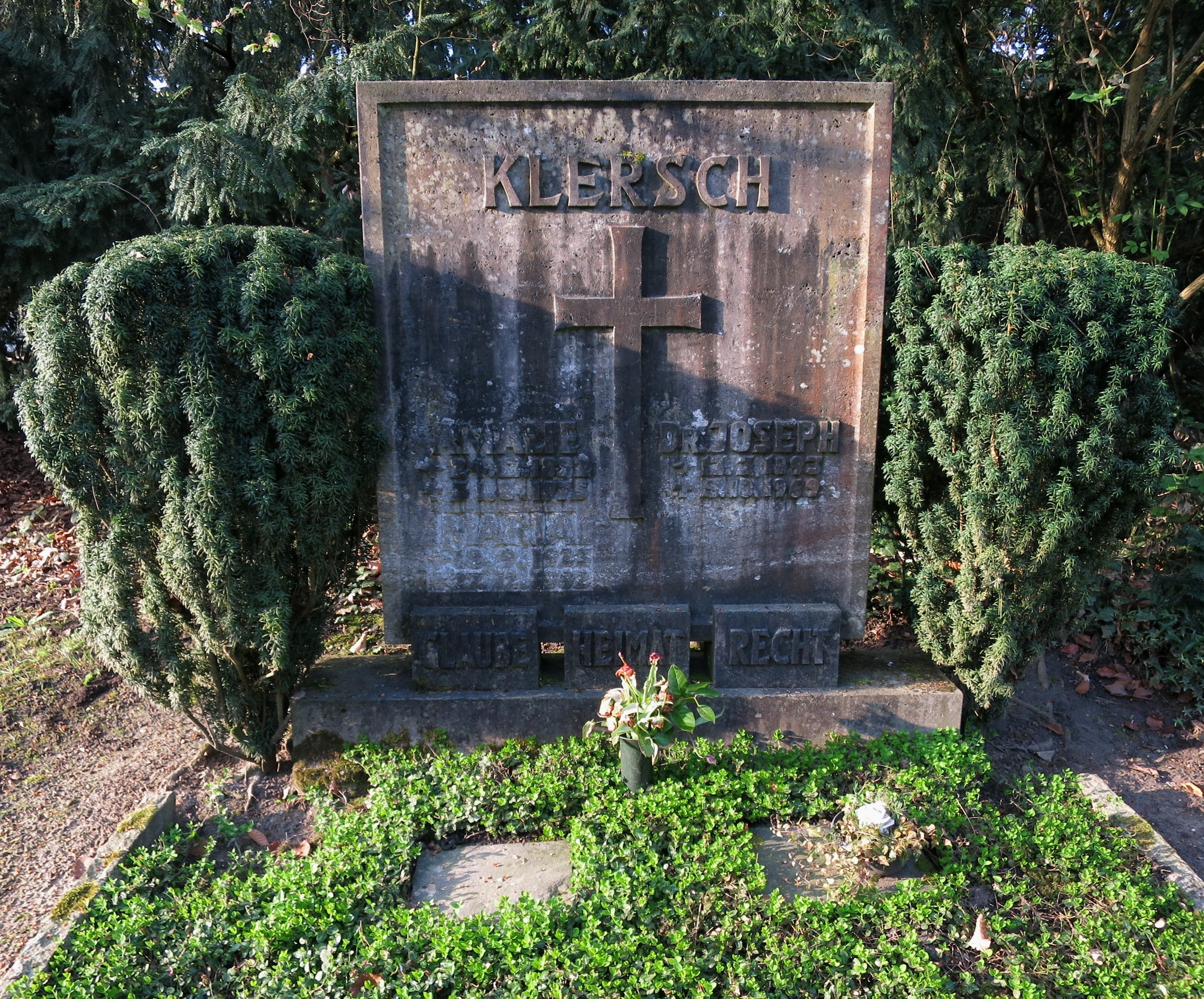
Grab auf dem Südfriedhof

Klersch studierte Orientalistik, vergleichende Religionswissenschaften, Geschichte, Kunst- und Kirchengeschichte, Sozialpolitik und Wirtschaftsgeschichte und promovierte zum Dr. rer. pol.
Von 1946 bis 1958 war er Leiter des Amtes für Kölnisches Volkstum der Stadt Köln. Daneben bekleidete er zahlreiche Ehrenämter: er war Vorsitzender des Heimatvereins Alt-Köln, Gründer und Leiter des Kreises der rheinischen Mundartdichter, Mitglied des Präsidiums des Bundes Deutscher Karneval sowie Leiter der Forschungsstelle für die Geschichte der Deutschen Fastnacht, Mitglied des Verwaltungsrates des Rheinischen Vereins für Denkmalpflege und Heimatschutz, Mitglied des Hauptausschusses des Rheinischen Heimatbundes, Mitglied des Vorstandes der Landesgemeinschaft der Krippenfreunde in Nordrhein-Westfalen und Mitglied des Puppenspielausschusses im Kultusministerium des Landes Nordrhein-Westfalen.
Seine Grabstätte befindet sich auf dem Kölner Südfriedhof (Flur 51).

## Ehrungen
- 1914: Eisernes Kreuz
- 1939: Kriegsverdienstkreuz I. Klasse mit Schwertern
- 1968: Verdienstkreuz 1. Klasse der Bundesrepublik Deutschland
- 1972: In Köln-Bayenthal wird der Klerschweg nach ihm benannt.[1]